# Torneo de Coral Springs
El Torneo de Coral Springs, era un torneo anual de tenis masculino correspondiente al calendario de la ATP. Se jugaba sobre tierra batida en Coral Springs, Florida.
El torneo comenzó a disputarse en 1993 y su última edición fue en 1998. En la temporada 1999 se trasladó de ciudad y se denominó Torneo de Delray Beach.

## Finales

### Individuales masculinos
| Año  | Campeón           | Finalista          | Resultado      |
| 1993 | Todd Martin       | David Wheaton      | 6-3, 6-4       |
| 1994 | Luiz Mattar       | Jamie Morgan       | 6-4, 3-6, 6-3  |
| 1995 | Todd Woodbridge   | Greg Rusedski      | 6-4, 6-2       |
| 1996 | Jason Stoltenberg | Chris Woodruff     | 7-64, 2-6, 7-5 |
| 1997 | Jason Stoltenberg | Jonas Björkman     | 6-0, 2-6, 7-5  |
| 1998 | Andrew Ilie       | Davide Sanguinetti | 7-5, 6-4       |

### Dobles masculinos
| Año  | Campeones                      | Finalistas                   | Resultado     |
| 1993 | Patrick McEnroe Jonathan Stark | Paul Annacone Doug Flach     | 6-4, 6-3      |
| 1994 | Lan Bale Brett Steven          | Ken Flach Stephane Simian    | 6-3, 7-5      |
| 1995 | Todd Woodbridge Mark Woodforde | Sergio Casal Emilio Sánchez  | 6-3, 6-1      |
| 1996 | Todd Woodbridge Mark Woodforde | Ivan Baron Brett Hansen-Dent | 6-3, 6-3      |
| 1997 | Dave Randall Greg van Emburgh  | Luke Jensen Murphy Jensen    | 6-7, 6-2, 7-6 |
| 1998 | Grant Stafford Kevin Ullyett   | Mark Merklein Vince Spadea   | 7-5, 6-4      |

- Datos: Q6149735